# Степшин, Пётр Васильевич
Пётр Васильевич Степшин — советский военный, государственный и политический деятель, генерал-лейтенант.

## Биография
Родился в 1911 году в Кулебаках. Член КПСС с 1931 года.
С 1931 года — на военной службе, общественной и политической работе. В 1931—1970 гг. — красноармеец, на командных и штабных должностях в Рабоче-Крестьянской Красной Армии, участник Великой Отечественной войны, помощник начальника оперативного отделения оперативного отдела штаба 57-й армии, старший помощник начальника оперотдела штаба Южного фронта, начальник отдела оперативных перевозок оперативного управления штаба 4-го Украинского фронта, на высших штабных должностях в Советской Армии, начальник штаба Северо-Кавказского военного округа, начальник штаба ГО Ростовского противочумного НИИ.
С мая 1961 года по июнь 1969 года был начальником штаба Северо-Кавказского военного округа.
Награждён орденом Virtuti Militari 5 класса.
Умер 3 декабря 1993 года.